# 25193 Taliagreene
25193 Taliagreene è un asteroide della fascia principale. Scoperto nel 1998, presenta un'orbita caratterizzata da un semiasse maggiore pari a 2,8081584 UA e da un'eccentricità di 0,0446349, inclinata di 5,91103° rispetto all'eclittica.